# The Eyes of Horror
The Eyes of Horror är en EP med det amerikanska death metal-bandet Possessed, utgivet den 31 maj 1987 av skivbolaget Combat Records. Det svenska death metal-bandet Amon Amarth spelade in en cover-version av låten "The Eyes of Horror" som är med som ett bonusspår på några utgåvar av albumet The Crusher från 2001. Det amerikanska death metal-bandet Cannibal Corpse spelade in en cover-version av låten "Confessions" till EP:n Worm Infested från 2003.

## Låtförteckning
Sida A
1. "Confessions" – 2:53
2. "My Belief" – 3:34
3. "The Eyes of Horror" – 3:16

Sida B
1. "Swing of the Axe" – 3:59
2. "Storm in My Mind" – 4:22

## Medverkande
Musiker (Possessed-medlemmar)
- Jeff Becerra – sång, basgitarr
- Mike Torrao – gitarr
- Larry LaLonde – gitarr
- Mike Sus – trummor

Produktion
- Joe Satriani – producent
- Steve Sinclair – producent
- John Cuniberti – ljudtekniker
- Tom Size – ljudtekniker
- Kent Mathieu – omslagskonst